# Dru Hill
Dru Hill es un grupo estadounidense de urban y hip-hop muy popular durante la década de los 90. Fundado en Baltimore, Maryland y activo desde 1992, Dru Hill han grabado siete éxitos Top 40, además de ser muy conocidos por sus #1 "In My Bed", "Never Make a Promise" y "How Deep is Your Love". Tamir "Nokio" Ruffin fue el fundador del grupo y el líder, y sus compañeros son el líder vocal Mark "Sisqó" Andrews, Larry "Jazz" Anthony y James "Woody" Green. Firmados por Island Records, Dru Hill grabó dos exitosos LP antes de separarse por un periodo desde 1999 a 2002, época en la que Sisqó y Woody lanzaron sus propios álbumes en solitario. Mientras que el álbum de Woody tuvo algo de éxito en la industria de la música gospel, el LP Unleash the Dragon de Sisqó y el exitoso sencillo "Thong Song" hizo de él un nombre conocido fuera de Dru Hill.
En 2002, por entonces formando parte del sello Def Jam, el grupo se reunió de nuevo y se añadió un quinto miembro, Rufus "Scola" Waller, para la grabación del tercer álbum Dru World Order.
El 18 de mayo de 2007, Dru Hill reapareció en una discoteca de Madrid haciendo un pequeño concierto, y avisando de que iban a realizar otro disco próximamente con todos los componentes del grupo.

## Historia

### Gran éxito yDru Hill
El gran éxito de Dru Hill llegó en 1996, cuando el mánager Haqq Islam les pidió actuar en el Impact Convention en mayo. Poco después el grupo firmó por Island Records e inmediatamente se encerraron en el estudio para grabar su álbum debut. El 19 de noviembre de 1996 salió a la luz Dru Hill, consiguiendo rápidamente el certificado de álbum oro. El primer sencillo, "Tell Me", apareció en la película Eddie de Whoopi Goldberg, y fue un 'Top 5 R&B' en Estados Unidos.
Estilísticamente, Dru Hill era una mezcla entre el suave y caballeroso estilo de Boyz II Men y los autoproclamados "bad boys" Jodeci. Dru Hill recibió muchas críticas, sobre todo de los miembros de Jodeci por apropiarse de su estilo, en especial Sisqó de K-Ci Hailey, el líder vocal de Jodeci. Otras influencias del grupo fueron Stevie Wonder y el grupo de los 80 New Edition.
Tanto el grupo como los productores/compositores Daryl Simmons y Keith Sweat escribieron las canciones del álbum Dru Hill, con el grupo haciéndolo con el sencillo "5 Steps". Nokio también hizo alguna coproducción, y en 1998 se convertiría en el productor principal del grupo.
Los cuatro eran los líderes vocales, con Sisqó impresionando al público con su estilo de baile y su pelo teñido de blanco-rubio. "In My Bed", liderado por Sisqó, fue el primer sencillo Top 5 de pop y #1 de R&B. El tercer sencillo, "Never Make a Promise", fue liderado por Jazz y se convirtió en el segundo #1 de R&B. En el video del tema aparece Michelle Thomas como novia de Jazz, siendo notable la canción por su mensaje contra el abuso sexual.
Entre el primer y segundo álbum de Dru Hill, el grupo grabó el tema "We're Not Making Love No More", #2 en las listas de R&B, para la banda sonora de la película Soul Food. La canción fue producida y escrita por Babyface. Dru Hill y la rapera Foxy Brown editaron "Big Bad Mama", una versión del "She's a Bad Mama Jama (She's Built, She's Stacked)" de Carl Carlton de 1981, que se convirtió en el tema principal de la película Def Jam's How to Be a Player (1998). 
El grupo también se encargó de escribir y producir para Mya, la nueva artista de Universal, cuyos primeros singles "It's All About Me" y "Movin' On", fueron co-escritos por Sisqó, apareciendo además en los vocales en "It's All About Me".

### Enter the Dru
El segundo sencillo Top 5 en las listas de pop llegó en 1998 con "How Deep is Your Love", una canción con aroma hip hopero que fue incluido en la banda sonora de la película Rush Hour, además de en el segundo LP del grupo Enter the Dru. En el álbum también aparecían otros éxitos como "How Deep" (sencillo Top 5 en las listas de R&B) y "These are the Times", coescrito y coproducido por Babyface.
Enter the Dru vendió dos millones de copias en 1999. Ese año, Dru Hill grabó una versión del "Enchantment Passing Through" para la banda sonora de la ópera Aida.

### Dru World Order
Dru World Order fue lanzado el 26 de noviembre de 2002, dos años después de la fecha original planificada de lanzamiento. Casi todas las canciones del álbum fueron producidas por Nokio, quién además lideró en los vocales los temas "She Said" y "Men Always Regret". Productores como Brian Michael Cox y Kwame también colaboraron. El sencillo de más éxito fue "I Should Be...", Top 10 en las listas de pop y Top 10 en las de R&B. "I Love You", el siguiente sencillo, no causó gran impresión.

### Más allá deDru World Order
En 2005, Dru Hill liberó su contrato con Def Soul y desaparecíó de la vista del público. En la actualidad, Sisqó, Jazz y Scola han retornado sus carreras en solitario, mientras que trabajan en un nuevo álbum de Dru Hill con Nokio y Woody.
Def Soul lanzó una compilación de grandes éxitos en octubre de 2005, junto con su correspondiente DVD con la colección de videos del grupo. Ambas colecciones incluyeron los éxitos de Sisqó en solitario "Thong Song" y "Incomplete" junto con las canciones de Dru Hill.

## Miembros
- Tamir "Nokio" Ruffin (1996-2000; 2002 - )
- James "Woody" Green (1996-1999; 2002 - )
- Mark "Sisqó" Andrews (1996-2000; 2000 - 2002)
- Larry "Jazz" Anthony (1996-2000; 2002 - )
- Rufus "Scola" Waller (2002 - )
- Tao (2007-)

## Discografía

### Álbumes
- 1996: Dru Hill (Platino)
- 1998: Enter the Dru (2x Platino)
- 2002: Dru World Order (Oro)
- 2005: Dru Hill: Hits
- 2009: InDRUpendence Day.

### DVD
- 2005: Dru Hill: Hits - The Videos

### Sencillos
- 1996: "Tell Me" (R&B #5, US #18, UK #30)
- 1997: "In My Bed" (R&B #1, US #4, UK #16)
- 1997: "Never Make a Promise" (R&B #1, US #7)
- 1997: "5 Steps" (R&B #5, UK #22)
- 1997: "We're Not Making Love No More" (R&B #2, US #13)
- 1997: "Big Bad Mama" (Foxy Brown con Dru Hill) (US #53, UK #12)
- 1998: "How Deep is Your Love" (Rush Hour BSO con Redman) (R&B #1, US #3, UK #9)
- 1999: "These Are The Times" (R&B #5, US #21, UK #4)
- 1999: "Wild Wild West" (Will Smith con Dru Hill & Kool Moe Dee) (US #1, UK #2)
- 1999: "The Love We Had (Stays on My Mind)" (R&B #48)
- 1999: "You Are Everything [Remix]" (con Ja Rule, más tarde incluido en el primer LP en solitario de Sisqó, Unleash the Dragon) (US #84)
- 1999: "Beauty" (R&B #24, US #89)
- 2002: "I Should Be..." (R&B #6, US #25)
- 2003: "No Doubt (Work It)" (R&B #34)
- 2003: "I Love You" (R&B #27, US #77)
- 2008: "Loose"
- 2009: "If You Fall"
- 2009: "Away"